# Монтальто-делле-Марке
Монтальто-делле-Марке (італ. Montalto delle Marche) — муніципалітет в Італії, у регіоні Марке,  провінція Асколі-Пічено.
Монтальто-делле-Марке розташоване на відстані близько 155 км на північний схід від Рима, 70 км на південь від Анкони, 16 км на північ від Асколі-Пічено.
Населення — 2159 осіб (2014).

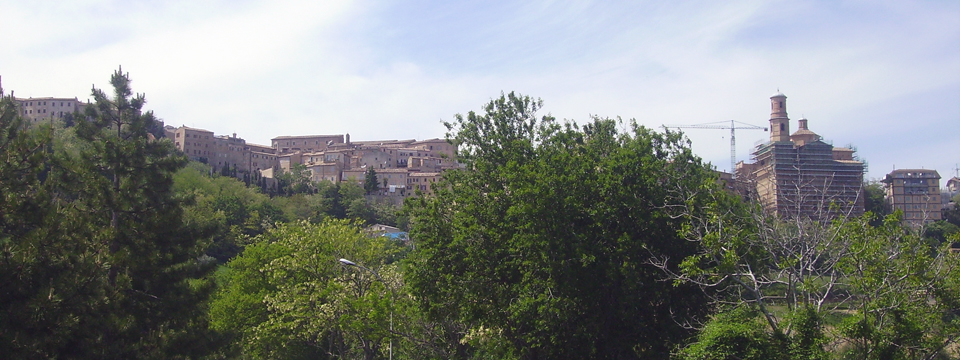

Щорічний фестиваль відбувається 15 червня. Покровитель — святий Віт.

## Демографія
Населення за роками:

Станом на 1 січня 2023 року в муніципалітеті офіційно проживало 97 іноземців з 20 країн, серед них 31 громадянин країн Євросоюзу та 2 громадяни України.

## Сусідні муніципалітети
- Карассаї
- Кастіньяно
- Коссіньяно
- Монте-Ринальдо
- Монтедінове
- Монтельпаро
- Ортеццано